# Gouvernement Jørgensen I
 (septembre 2023).
Si vous disposez d'ouvrages ou d'articles de référence ou si vous connaissez des sites web de qualité traitant du thème abordé ici, merci de compléter l'article en donnant les références utiles à sa vérifiabilité et en les liant à la section « Notes et références ».
Royaume de Danemark
Jens Otto Krag III Poul Hartling
Le cabinet Anker Jørgensen I est le gouvernement du royaume de Danemark en fonction du 5 octobre 1972 au 6 décembre 1973.
Il est dirigé par le ministre d'État social-démocrate Anker Jørgensen.
Il succède au cabinet Jens Otto Krag III et est suivi du cabinet Poul Hartling.

## Composition

### Initiale
- Les nouveaux ministres sont indiqués en gras, ceux ayant changé d'attributions en italique.

| Fonction                                                                                         | Titulaire | Titulaire         | Parti |
| ------------------------------------------------------------------------------------------------ | --------- | ----------------- | ----- |
| Premier ministre                                                                                 |           | Anker Jørgensen   | SD    |
| Ministre des Affaires étrangères                                                                 |           | K. B. Andersen    | SD    |
| Ministre des Finances                                                                            |           | Henry Grünbaum    | SD    |
| Ministre de l'Économie et du Budget                                                              |           | Per Hækkerup      | SD    |
| Ministre de l'Éducation                                                                          |           | Knud Heinesen     | SD    |
| Ministre de la Culture                                                                           |           | Niels Matthiasen  | SD    |
| Ministre de la Défense                                                                           |           | Kjeld Olesen      | SD    |
| Ministre du Travail                                                                              |           | Erling Dinesen    | SD    |
| Ministre du Logement                                                                             |           | Helge Nielsen     | SD    |
| Ministre de l'Agriculture                                                                        |           | Ib Frederiksen    | SD    |
| Ministre de la Pêche                                                                             |           | Christian Thomsen | SD    |
| Ministre de l'Intérieur                                                                          |           | Egon Jensen       | SD    |
| Ministre des Affaires sociales                                                                   |           | Eva Gredal        | SD    |
| Ministre Affaires ecclésiastiques                                                                |           | Dorte Bennedsen   | SD    |
| Ministre des Travaux publics et de la Lutte contre la pollution                                  |           | Jens Kampmann     | SD    |
| Ministre du Groenland                                                                            |           | Knud Hertling     | SD    |
| Ministre de la Justice                                                                           |           | K. Axel Nielsen   | SD    |
| Ministre du Commerce                                                                             |           | Erling Jensen     | SD    |
| Ministre des Affaires étrangères économiques, des Affaires européennes et des Affaires nordiques |           | Ivar Nørgaard     | SD    |

### Remaniement du27 septembre 1973
| Fonction                                                                                         | Titulaire | Titulaire        | Parti |
| ------------------------------------------------------------------------------------------------ | --------- | ---------------- | ----- |
| Premier ministre                                                                                 |           | Anker Jørgensen  | SD    |
| Ministre des Affaires étrangères                                                                 |           | K. B. Andersen   | SD    |
| Ministre des Finances                                                                            |           | Henry Grünbaum   | SD    |
| Ministre de l'Économie                                                                           |           | Per Hækkerup     | SD    |
| Ministre du Budget                                                                               |           | Knud Heinesen    | SD    |
| Ministre de l'Éducation                                                                          |           | Ritt Bjerregaard | SD    |
| Ministre de la Culture                                                                           |           | Niels Matthiasen | SD    |
| Ministre de la Défense                                                                           |           | Orla Møller      | SD    |
| Ministre du Travail                                                                              |           | Erling Dinesen   | SD    |
| Ministre du Logement                                                                             |           | Svend Jakobsen   | SD    |
| Ministre de l'Agriculture et de la Pêche                                                         |           | Ib Frederiksen   | SD    |
| Ministre de l'Intérieur                                                                          |           | Egon Jensen      | SD    |
| Ministre du Commerce                                                                             |           | Erling Jensen    | SD    |
| Ministre des Affaires sociales                                                                   |           | Eva Gredal       | SD    |
| Ministre des Affaires ecclésiastiques                                                            |           | Dorte Bennedsen  | SD    |
| Ministre des Travaux publics                                                                     |           | Jens Kampmann    | SD    |
| Ministre du Groenland                                                                            |           | Knud Hertling    | SD    |
| Ministre de la Justice                                                                           |           | Karl Hjortnæs    | SD    |
| Ministre de l'Environnement                                                                      |           | Helge Nielsen    | SD    |
| Ministre des Affaires étrangères économiques, des Affaires européennes et des Affaires nordiques |           | Ivar Nørgaard    | SD    |